# Грицю, Грицю, до роботи
«Гри́цю, Гри́цю, до робо́ти» — українська народна пісня, належить до жартівливих, сатиричних пісень. Деякі дослідники, зокрема Олександр Шкляревський, приписують авторство пісні легендарній Марусі Чурай. Інші вважають пісню народною, яка зазнала обробки Григорія Квітки-Основ'яненка
Видатний український композитор Микола Леонтович зробив обробку цього твору для дитячого або жіночого хору, у супроводі баяна, металофона-сопрано, духової гармоніки, ксилофона, маракасів, тамбурина та бубна.

## Тема та ідея твору

Сцена з опери У неділю рано… в Оперній студії НМАУ ім. П. І. Чайковського, Гриць — Денис Жданов,

У творі «Грицю, Грицю, до роботи» змальовується картина ледащого хлопця, який постійно знаходить відмовки. Йому завжди це вдавалося, але в кінці пісні він отримав результат своїх лінощів. Неабияк влучно до цього підійдуть прислів'я: «Не взявшись за сокиру, хати не зробиш» або «До їжі вовк, а до роботи заєць». Тобто головною темою та ідеєю цієї пісні є залучення до роботи Гриця та осоромленя його ліні.

## Текст пісні
| Перший варіант Грицю, Грицю до роботи! В Гриця порвані чоботи… Грицю, Грицю, до телят! В Гриця ніженьки болять… Грицю, Грицю, молотити! Гриць нездужає робити… Грицю, Грицю, врубай дров! Кахи-кахи! Нездоров… Грицю, Грицю, роби хліб! Кахи-кахи! Щось охрип… Грицю, Грицю, до Марусі! «Зараз, зараз уберуся!» Грицю, Грицю, хоч жениться? «Не можу одговориться!» Грицю, Грицю, кого взяти? «Краще Галі не зіскати! Галю, серденько моє, Чи підеш ти за мене?» «Стидкий, бридкий, не люблю І за тебе не піду!» | Другий варіант — Грицю, Грицю, до роботи! В Гриця порвані чоботи… — Грицю, Грицю, до телят! В Гриця ніженьки болять… — Грицю, Грицю, молотити! Гриць нездужає робити… — Грицю, Грицю, рубай дров! — Кахи-кахи! Нездоров… — Грицю, Грицю, роби хліб! — Кахи-кахи! Щось охрип… — Грицю, Грицю, іди їсти! — Ой, чекайте, де б тут сісти! |

## Історія та походження

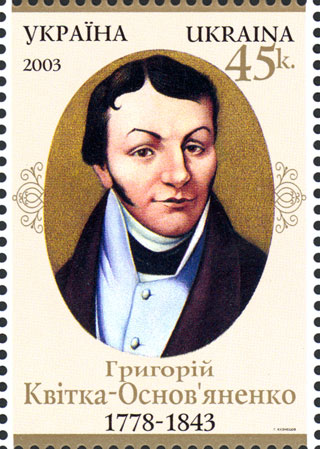
Григорій Квітка-Основ'яненко, можливий співавтор пісні

Перший запис тексту пісні здійснив Григорій Квітка-Основ'яненко
Також існує варіант записаний О. Бодянським у 1830-х роках
Пісня була надрукована з перестановкою окремих рядків і доповненнями у виданнях
- «Народные южнорусские песни. Изд. Амвросия Метлинского», К., 1854, сторінка 467
- «Старосветский Бандуриста. Собрал Н. Закревский», кн. I, М., 1860, ч. 171
- Альманах «Чайка», К., 1876, № 15, та в багатьох співаниках.

Г. П. Данилевський в книзі «Основьяненко» висунув твердження, що цю пісню склав Г. Квітка-Основ'яненко, доводячи це деякими його біографічними моментами. В. Науменко вважав, що Квітка сприйняв пісню від народу і доповнив деталями автобіографічного порядку від вірша «Пішов Гриць, зажурився»:
|  | «Така думка тим більше ймовірна, що друга частина пісні дуже нагадує деякими висловами звичайні мотиви жартівливих віршів Квітки, надрукованих в «Харьковском демокрите» і збережених в рукописах. У тій другій частині знаходиться й відомий вислів «в ченці постригся», що, без сумніву, має відношення до монашества Квітки, й наведений Г. П. Данилевським як доказ приналежності пісні перу автора «Марусі» |

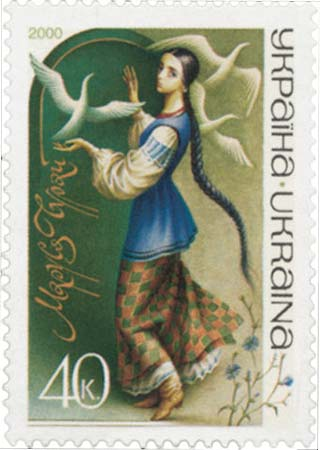
Деякі дослідники вважають автором пісні Марусю Чурай

Уперше думку про приналежність пісні «Грицю, Грицю, до роботи» до доробку Марусі Чурай висловив О. Шкляревський у 1877 року в опублікованому у журналі «Пчела» (№ 5) нарисі «Маруся» («Малороссийская певунья»). П. Филипович вважав, що це могло статись через ім'я героя — Гриць. А сам твір О. Шкляревського Филипович називав «простакуватою містифікацією».

## Відомі виконання та виконавці
У 1939 році в СРСР було видано грамплатівку «Грицю, Грицю, до роботи» у виконанні Івана Паторжинського, разом із іншою українською народною піснею «Ой, кум до куми». 24 серпня 1946 року, Іван Паторжинський перебуваючи у Канаді, на запрошення «Товариства канадських українців», разом із Зоєю Гайдай дав концерт під відкритим небом у парку Онтаріо-Плейс для 25 тисяч глядачів, де серед інших виконав пісню «Грицю, Грицю, до роботи». Згодом у лютому 1953 року компанія «Arka Records» випустила платівку з піснями Паторжинського, що вміщувала також цю пісню.
Пісня «Грицю, Грицю, до роботи» увійшла до альбому 1995 року «Цвіте черемшина» Раїси Кириченко. Також у виконанні Дмитра Гнатюка пісню було включено до збірки «Українські народні пісні. Золота колекція» 2004 року.
Відомий український оперний співак Михайло Мінський у нідерландський період своєї творчості, зробив записи українських народних пісень у супроводі домра-оркестру Миколи Бобкова, де серед інших було записано й «Грицю, Грицю, до роботи». Після смерті виконавця, компанія «Slava! Records» у 2012 році випустила дві збірки з цими записами «англ. Beyond the Blue Danube // Ішов козак за Дунай» та «англ. Verkovyno Our World // Верховино, світку ти наш», цікаво, що пісня увійшла до обох альбомів, але має різні назви англійською мовою, відповідно: «Let's Go and Work, Hrytsiu!» та «To Work, Gregory!» Продюсером випуску записів є вдова співака Ірина Мінська.

### Виконання пісні
- Грицю, Грицю до роботи — Дмитро Гнатюк — YouTube
- Грицю, Грицю до роботи — Раїса Кириченко — YouTube
- Let's Go and Work, Hrytsiu! та To Work, Gregory! — Михайло Мінський — YouTube